# Вальдзольмс
Вальдзольмс (нім. Waldsolms) — громада в Німеччині, знаходиться в землі Гессен. Підпорядковується адміністративному округу Гіссен. Входить до складу району Лан-Дилль.
Площа — 44,75 км2. Населення становить 4749 ос. (станом на 31 грудня 2020).